# 木曾冠者源義仲及其一門
『木曾冠者源義仲及其一門』（きそかんじゃ みなもとの よしなか および その いちもん）は、江戸時代の浮世絵師・喜多川歌麿 (2代目) による浮世絵（錦絵）作品。平安時代の武将・源義仲（木曾義仲）およびその家臣ら総勢21人を描いたものである。

## 概要
江戸時代に「木曾冠者源義仲及其一門」として絵画や浮世絵となったもので、人物の選定は喜多川歌麿である。

## 描かれている人物
資料によって異なるが、一般的には次の武将をさす。カッコ内は文書上から確認される確実な諱。
|                                            | 生没年         | 出自                       | 死因 |
| ------------------------------------------ | -------------- | -------------------------- | ---- |
| 源義仲（木曾冠者源義仲）                   | 1154年－1184年 | 清和源氏為義流（河内源氏） | 戦死 |
| 今井兼平（今井四郎兼平）（義仲四天王）     | 1152年－1184年 | 中原氏                     | 戦死 |
| 樋口兼光（樋口次郎兼光）（義仲四天王）     | 不明－1184年   | 中原氏                     | 刑死 |
| 巴御前（一人当千の女武者）                 | 不明－不明     | 中原氏                     |      |
| 楯親忠（楯六郎親忠）（義仲四天王）         | 不明－1184年   | 望月氏・滋野氏の庶流       | 戦死 |
| 根井行親（根井大弥太郎行親）（義仲四天王） | 不明－1184年   | 望月氏・滋野氏の庶流       | 戦死 |
| 高楯光延（高楯次郎光延）                   | 不明－不明     |                            |      |
| 中山兼任（中山權頭兼任）                   | 不明－不明     |                            |      |
| 覚明（大夫房覚明）                         | 不明－1241年   |                            |      |
| 小室忠兼（小室太郎忠兼）                   | 不明－不明     |                            |      |
| 矢田義兼（矢田判官代義兼）                 | 不明－不明     |                            |      |
| 小林次郎                                   | 不明－不明     |                            |      |
| 手塚光盛（手塚太郎光盛）                   | 不明－1184年   | 金刺氏                     | 戦死 |
| 宇野弥行廣（宇野弥平四郎行廣）             | 不明－不明     |                            |      |
| 石黒光廣（石黒太郎光廣）                   | 不明－不明     |                            |      |
| 源行家（十郎蔵人行家）                     | 不明－1186年   | 清和源氏為義流（河内源氏） | 刑死 |
| 圓子小平太                                 | 不明－不明     |                            |      |
| 千野光弘（千野太郎光弘）                   | 不明－不明     |                            |      |
| 山吹御前                                   | 不明－不明     | 金刺氏                     |      |
| 諏訪三郎                                   | 不明－不明     |                            |      |
| 餘田次郎                                   | 不明－不明     |                            |      |